# Harold E. Varmus
Harold Eliot Varmus (* 18. prosince 1939, Oceanside, New York, USA) je americký lékař, virolog, nositel Nobelovy ceny za fyziologii a lékařství za rok 1989. Spolu s ním ji sdílel J. Michael Bishop. Cenu získal za objev, že onkogeny zvířecích nádorových virů jsou odvozeny od normálních buněčných genů (protoonkogenů). Spolu s Bishopem objevili první lidský onkogen Src. Jejich výzkum umožnil pochopit, jak změnou normálních genů v buňce vznikají zhoubné nádory, naznačil společný molekulární mechanismus pro různé typy rakoviny, objasnil, proč je rakovina nejčastěji nemocí stáří, a vysvětlil také individuální rozdíly v reakci na karcinogeny.
Působí jako profesor na Cornellově uiniverzitě. V letech 1993–1999 byl ředitelem Národních ústavů zdraví (National Institutes of Health, NIH), později (2000–2010) byl prezidentem Memorial Sloan-Kettering Cancer Center (MSKCC) a následně (2010–2015) se stal ředitelem National Cancer Institute (NCI).

## Mládí a studia
Harold Varmus se narodil 18. prosince 1939 židovským rodičům východoevropského původu v Oceanside ve státě New York. Matka pracovala v sociálních službách a otec byl lékař. V roce 1957 odmaturoval na Freeport High School ve Freeportu ve státě New York a zapsal se na Amherst College s úmyslem jít ve stopách svého otce jako lékař, ale nakonec absolvoval s bakalářským titulem v oboru anglická literatura. V roce 1962 získal magisterský titul z angličtiny na Harvardově univerzitě a původně uvažoval o kariéře v literární oblasti. Nakonec si to rozmyslel a podal si přihlášku na lékařskou fakultu. Harvardova univerzita ho dvakrát odmítla, tak nastoupil na Kolumbijskou univerzitu (Columbia University College of Physicians and Surgeons). Později absolvoval tříměsíční stáž v misijní nemocnici v indickém Barélí a poté pracoval v Kolumbijském presbyteriánském lékařském středisku (Columbia Presbyterian Medical Center). Jako alternativu k vojenské službě ve vietnamské válce nastoupil v roce 1968 do Národních ústavů zdraví, kde zkoumal regulaci exprese bakteriálních genů pomocí cyklického AMP. V roce 1970 zahájil postdoktorský výzkum v Bishopově laboratoři na Kalifornské univerzitě v San Francisku (UCSF).

## Vědecká kariéra
V roce 1972 byl jmenován odborným asistentem na katedře mikrobiologie a imunologie UCSF, v roce 1979 se stal profesorem mikrobiologie, biochemie a biofyziky. Během svého působení na UCSF (1970 až 1993) se ve své vědecké práci zaměřoval především na mechanismy, kterými se retroviry replikují, způsobují rakovinu u živočichů a vyvolávají rakovině podobné změny v buněčných kulturách. Velkou část této práce prováděl společně s Michaelem Bishopem, v sedmdesátých a počátkem osmdesátých let 20. století společně vedli výzkumnou skupinu a všechny své významné objevy učinili jako tým.
Velkým úspěchem byla identifikace buněčného genu (c-Src), který dal vzniknout onkogenu v-Src viru Rousova sarkomu, který způsobuje rakovinu u kuřat. Překvapivý objev, že rakovinotvorné geny neboli onkogeny vznikají v normálních buňkách a jsou variantami normálních buněčných genů, které se v průběhu času mění v důsledku narůstajících mutací, naznačil společný molekulární mechanismus pro mnoho různých typů rakoviny. Také objasnil, proč je rakovina nejčastěji nemocí stáří, a vysvětlil individuální rozdíly v reakci na karcinogeny. Tento objev podnítil identifikaci mnoha dalších buněčných protoonkogenů, progenitorů virových onkogenů, které jsou příčinou vzniku rakoviny u lidí. Uvedený výzkum a jeho důsledky popsal Varmus ve svých pamětech The Art and Politics of Science (Umění a politika ve vědě, 2009).
Další významné oblasti Varmusovy vědecké práce zahrnují
- popis mechanismu, jakým se syntetizuje a do chromozomů integruje retrovirová DNA[5][6]
- objev protoonkogenu Wnt-1 s Roelem Nusse[7][8]
- objasnění replikačního cyklu viru hepatitidy B s Donaldem Ganem[9]
- objev posunu ribozomálních rámců pro tvorbu retrovirových proteinů s Tylerem Jacksem[10]
- izolace buněčného receptoru pro ptačí retroviry s Johnem Youngem a Paulem Batesem[11]
- charakterizace mutací genu pro EGFR (receptor epidermálního růstového faktoru) u lidských plicních nádorů, včetně běžné mutace, která způsobuje rezistenci vůči lékům, s Williamem Pao[12]
- vytvoření četných myších modelů lidské rakoviny

Pozoruhodné je, že Varmus pokračoval ve vedení a řízení laboratoře po celou dobu svého působení ve vedoucích funkcích v NIH, MSKCC a NCI.
Publikoval více než 300 vědeckých prací a pět knih, včetně úvodu do genetické podstaty rakoviny pro širokou veřejnost. Byl poradcem federální vlády, farmaceutických a biotechnologických firem a mnoha akademických institucí a prezident Barack Obama ho jmenoval spolupředsedou Rady poradců prezidenta pro vědu a technologie (PCAST). V letech 2000–2002 byl členem Komise Světové zdravotnické organizace pro makroekonomiku a zdraví.

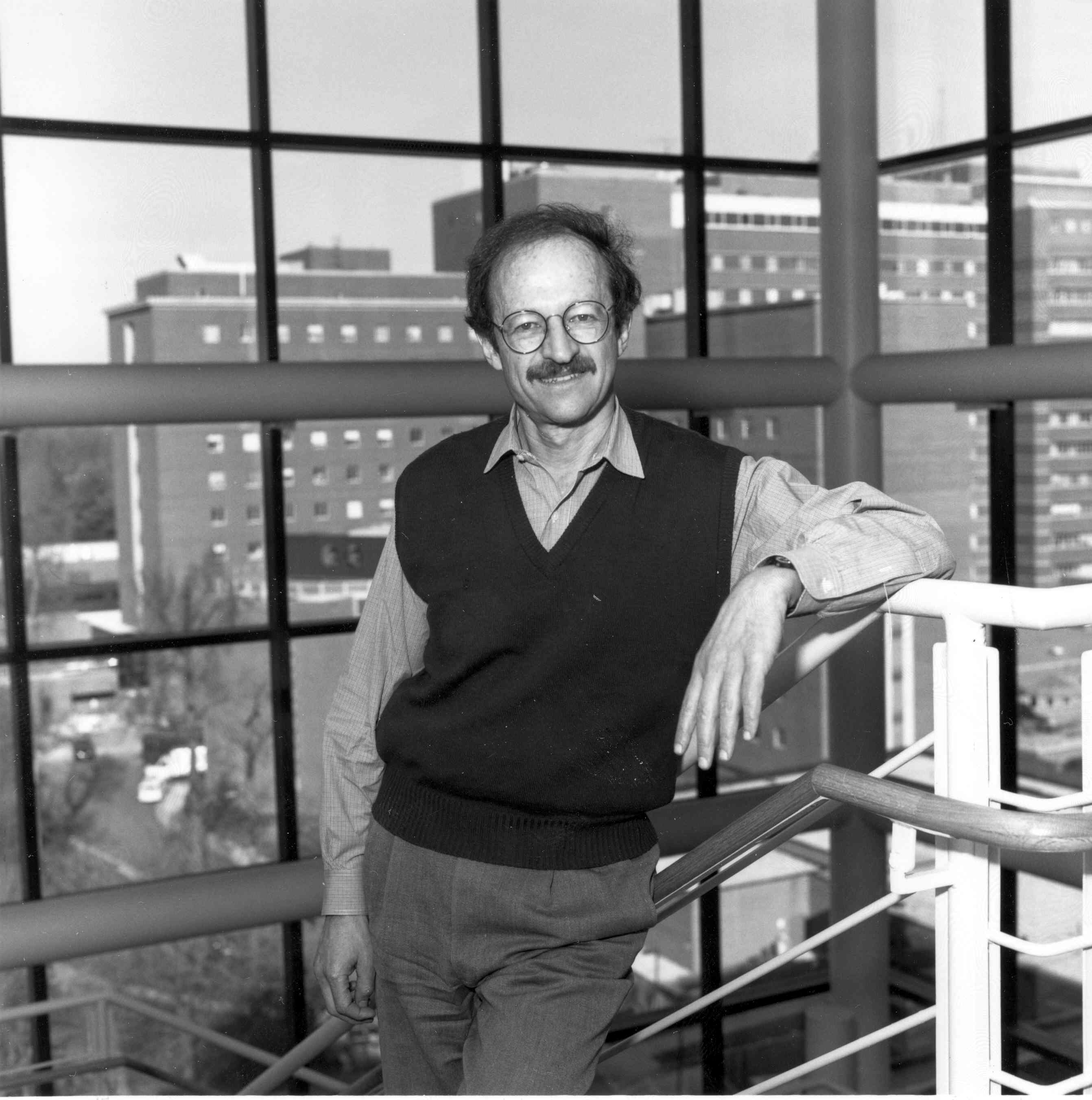
Harold Varmus v roce 2000

## Vedení výzkumných institucí
Varmus působil v letech 1993–1999 jako ředitel Národních ústavů zdraví (NIH). V tomto období posílil základní výzkum a prosazoval větší otevřenost a dostupnost vědeckých poznatků, včetně podpory volného přístupu k vědeckým publikacím. Po šesti letech funkci opustil a v roce 2000 se stal prezidentem Memorial Sloan-Kettering Cancer Center (MSKCC). Během deseti let svého působení rozšířil základní výzkum a vzdělávací programy centra a posílil propojení mezi pracovníky laboratorního a klinického výzkumu. Vybudoval také pevnější spolupráci se dvěma sousedními výzkumnými institucemi, Weill-Cornell Medical College a Rockefellerovou univerzitou. V roce 2010 se vrátil do NIH, tentokrát jako ředitel Národního onkologického ústavu (NCI), který vedl do roku 2015, kdy se stal profesorem medicíny na Weill-Cornell Medical College.

## Další aktivity a ocenění
Je spoluzakladatelem iniciativy Public Library of Science (PLOS), která podporuje otevřený přístup k vědecké literatuře.
V roce 1989 obdrželi Varmus a Bishop společně Nobelovu cenu za fyziologii a lékařství za objev buněčného původu retrovirových onkogenů. Varmus za svou práci získal řadu dalších ocenění, včetně Národní medaile za vědu (2001). Je členem Národní akademie věd USA a  Americké akademie umění a věd.

## Osobní život
Od roku 1969 je ženatý s novinářkou a spisovatelkou Constance Louise Casey. Žijí na manhattanské Upper West Side a mají dva syny, Jacoba, který se stal jazzovým trumpetistou a skladatelem, a Christophera, který je sociálním pracovníkem.